# Schönfeld (Brandeburgo)
Schönfeld è un comune di 557 abitanti del Brandeburgo, in Germania.

Appartiene al circondario dell'Uckermark ed è parte della comunità amministrativa di Brüssow (Uckermark).

## Geografia antropica

### Suddivisioni amministrative
Il territorio comunale comprende 3 centri abitati, nessuno dei quali possiede lo status ufficiale di frazione:
- Schönfeld (centro abitato)
- Karlshof
- Klockow
- Neuenfeld